# Gomphogaster leucosarx
Gomphogaster leucosarx är en svampart som först beskrevs av A.H. Sm. & Singer, och fick sitt nu gällande namn av O.K. Mill. 1973. Gomphogaster leucosarx ingår i släktet Gomphogaster och familjen Gomphidiaceae.   Inga underarter finns listade i Catalogue of Life.